# Vîjnii Bereziv, Cosău
Vîjnii Bereziv (în ucraineană Вижній Березів) este o comună în raionul Cosău, regiunea Ivano-Frankivsk, Ucraina, formată numai din satul de reședință.

## Demografie
Componența lingvistică a comunei Vîjnii Bereziv
     Ucraineană (99,75%)
     Alte limbi (0,12%)
Conform recensământului din 2001, majoritatea populației comunei Vîjnii Bereziv era vorbitoare de ucraineană (99,75%), existând în minoritate și vorbitori de alte limbi.